# Membrafon
En membrafon er et musikinstrument, der frembringer lyd ved at en spændt overflade anslås og afgiver svingninger.